# Соостер, Юло Ильмар
Ю́ло И́льмар (Иоханнесович) Со́остер (эст. Ülo Ilmar Sooster; 17 октября 1924, Юхтри, Хийумаа — 25 октября 1970, Москва) — советский эстонский художник, график, один из крупнейших представителей неофициального искусства СССР. В 1949 году был репрессирован. Реабилитирован в 1956 году.

## Биография
- 1924 — родился 17 октября в независимой Эстонии на хуторе Пенди деревни Юхтри в волости Кейна на острове Хийумаа.
- 1943 — поступил в тартускую Высшую художественную школу «Паллас».
- 1944 — мобилизован в немецкую армию санитаром, дезертировал и вернулся на хутор.
- 1945—1949 — учёба в Тартуском государственном художественном институте (бывший «Паллас»).
- 1949—1956 — арестован в Таллине по статье 58 УК, как «враг народа» за «принадлежность к антисоветской группе», намеревавшейся захватить самолёт для побега во Францию; отбывал заключение под Карагандой[2].
- 1956, июнь — освобождён, реабилитирован. Переезд в Москву. Знакомство с художником Юрием Соболевым-Нолевым.
- 1957 — начало работы в издательствах.
- 1958 — знакомство с Оскаром Рабиным, Эрнст Неизвестным, Борисом Жутовским. Женился на Лидии Израилевне Серх (в 1990 году вместе с семьёй сына Тенно-Пента эмигрировала в Израиль)[3].
- 1959 — начало выставочной деятельности.
- 1960 — организация «вторников» в квартире Соостеров на улице Красина.
- 1961 — знакомство с Аркадием Штейнбергом.
- 1962 — участие в юбилейной выставке МОСХа в Манеже (см. картина «Глаз в яйце»). После разгрома выставки Никитой Хрущёвым лишился работы и взял псевдоним Смородин.
- 1965 — первая групповая выставка за рубежом (Польша, Варшава). Работает на Центрнаучфильме.
- 1970 — умер 25 октября в собственной мастерской в Москве. Похоронен в Эстонской ССР.

## Произведения
- «Яйцо. Эволюция» (1959. Картон на фанере, масло. Третьяковская галерея. Дар В. Н. Немухина и Правительства Москвы к 150-летию ГТГ. 2006)
- «Глаз в яйце» (1962. Тартуский художественный музей)

## Список выставок
При жизни персональных выставок не было.
- 1970 — Музей изобразительного искусства. Тарту, Эстонская ССР
- 1970 — Выставочный зал Союза художников. Таллин, Эстонская ССР
- 1979 — Выставочный зал МОКХГа. Москва
- 1981 — Выставочный зал МОКХГа. Москва
- 1985 — Государственный художественный музей. Таллин, Эстонская ССР
- 1987 — Выставочный зал Любительского объединения «Эрмитаж». Москва
- 1988 — Выставочный зал Тимирязевского района. Москва
- 1989 — ЦДХ. Москва
- 1990 — Государственный исторический музей. Таллин, Эстония
- 2001 — Государственный художественный музей. Таллин, Эстония
- 2006 — Галерея «Романовъ», Москва
- 2010 — Государственный литературный музей, Москва
- 2011 — «Сюрреалистические фантасмагории через поколения. Графика 1950-х — 1960-х гг.», галерея «Веллум», Москва
- 2014 — «Мифология художника», галерея «Открытый клуб», Москва
- 17 октября — 1 декабря 2024 — «Юло Соостер. К 100-летию московского сюрреалиста», галерея «Веллум», Москва

В 1987 году режиссёры Андрей Хржановский и Валерий Угаров сняли о Соостере мультипликационный фильм «Пейзаж с можжевельником», одним из художников фильма был его сын Тенно-Пент Соостер. В 1988—1990 годах Хржановский снял полнометражный мультипликационный фильм «Школа изящных искусств» о творчестве Юло Соостера, художник-постановщик фильма — Тенно-Пент Соостер.

## Фильмография

### Художник-постановщик
- 1968 — «Стеклянная гармоника»
- 1970 — «Внимание! Волки!»